# 2002-es labdarúgó-világbajnokság-selejtező (UEFA – pótselejtezők)
A 2002-es labdarúgó-világbajnokság európai pótselejtezőit 2001. november 10-én és november 14-én játszották. Egy oda-visszavágós rájátszás volt, azzal a céllal, hogy eldöntsék melyik négy európai (pontosabban UEFA-tag) labdarúgó-válogatott szerezze meg a fennmaradó helyeket a 2002-es világbajnokságra.
A rájátszást a FIFA standard összesített pontszámítási módszerével döntötték el, idegenben szerzett gólokkal és szükség esetén hosszabbítással, a visszavágó végén pedig tizenegyesrúgás lehetőségével.

## Résztvevők
- Ausztria
- Belgium
- Csehország
- Németország
- Románia
- Szlovénia
- Törökország
- Ukrajna

## Sorsolás
A selejtezősorozat végén a csoportgyőztesek automatikusan kijutottak a világbajnokságra. A kilenc második helyen végző válogatott pótselejtezőt játszott a négy világbajnoki helyért.  
A pótselejtezők sorsolását 2001. augusztus 31-én, Zürichben tartották. A kilenc válogatottat egy kalapba helyezték. Az első nyolc válogatottat négy párba sorsolták és a mérkőzéseket oda-visszavágós rendszerben játszották le (az először kihúzott csapat kezdett hazai pályán). A fennmaradó csapat a FIFA 1999 októberi döntése alapján interkontinentális-pótselejtezőt játszott az AFC-zónából érkező ellenféllel.

## Mérkőzések
| 1. csapat | Össz.Tooltip Aggregate score | 2. csapat   | 1. mérk. | 2. mérk. |
| --------- | ---------------------------- | ----------- | -------- | -------- |
| Belgium   | 2–0                          | Csehország  | 1–0      | 1–0      |
| Ukrajna   | 2–5                          | Németország | 1–1      | 1–4      |
| Szlovénia | 3–2                          | Románia     | 2–1      | 1–1      |
| Ausztria  | 0–6                          | Törökország | 0–1      | 0–5      |

| 2001. november 10. 21:15 |

| Belgium         | 1–0         | Csehország |
| --------------- | ----------- | ---------- |
| G. Verheyen 28' | Jegyzőkönyv |            |

| Baldvin király Stadion, Brüsszel Nézőszám: 39,000 Játékvezető: Urs Meier (svájci) |

| 2001. november 14. 20:45 |

| Csehország | 0–1         | Belgium                |
| ---------- | ----------- | ---------------------- |
|            | Jegyzőkönyv | Wilmots 85' (11-esből) |

| Letná Stadion, Prága Nézőszám: 18,996 Játékvezető: Anders Frisk (svéd) |

Belgium jutott tovább 2–0-ás összesítésben.
| 2001. november 10. 21:45 |

| Ukrajna   | 1–1         | Németország |
| --------- | ----------- | ----------- |
| Zubov 18' | Jegyzőkönyv | Ballack 31' |

| Olimpiai Stadion, Kijev Nézőszám: 83,000 Játékvezető: Stefano Braschi (olasz) |

| 2001. november 14. 20:45 |

| Németország                            | 4–1         | Ukrajna       |
| -------------------------------------- | ----------- | ------------- |
| Ballack 4' 51' Neuville 11' Rehmer 15' | Jegyzőkönyv | Sevcsenko 90' |

| Westfalenstadion, Dortmund Nézőszám: 52,400 Játékvezető: Vítor Melo Pereira (portugál) |

Németország jutott tovább 5–2-es összesítésben.
| 2001. november 10. |

| Szlovénia               | 2–1         | Románia        |
| ----------------------- | ----------- | -------------- |
| Ačimovič 41' Osterc 70' | Jegyzőkönyv | M. Niculae 26' |

| Bežigrad stadion, Ljubljana Nézőszám: 8,500 Játékvezető: Kim Milton Nielsen (dán) |

| 2001. november 14. |

| Románia    | 1–1         | Szlovénia   |
| ---------- | ----------- | ----------- |
| Contra 65' | Jegyzőkönyv | Rudonja 55' |

| Steaua Stadion, Bukarest Nézőszám: 24,500 Játékvezető: Hellmut Krug (német) |

Szlovénia jutott tovább 3–2-es összesítésben.
| 2001. november 10. |

| Ausztria | 0–1         | Törökország |
| -------- | ----------- | ----------- |
|          | Jegyzőkönyv | Buruk 60'   |

| Ernst Happel Stadion, Bécs Nézőszám: 50,000 Játékvezető: Manuel Mejuto González (spanyol) |

| 2001. november 14. |

| Törökország                                   | 5–0         | Ausztria |
| --------------------------------------------- | ----------- | -------- |
| Baştürk 21' Şükür 31' Buruk 45' Erdem 69' 85' | Jegyzőkönyv |          |

| Ali Sami Yen stadion, Isztambul Nézőszám: 22,000 Játékvezető: Pierluigi Collina (olasz) |

Törökország jutott tovább 6–0-ás összesítésben.